# Plagiantha
Plagiantha is een geslacht uit de grassenfamilie (Poaceae). De soorten van dit geslacht komen voor in Zuid-Amerika.

## Soorten
De  Catalogue of New World Grasses erkent de volgende soort: 
- Plagiantha tenella